# エカテリーナ・ゼレンコ
エカテリーナ・ゼレンコ（Катери́на Іва́нівна Зеле́нко、Екатерина Ивановна Зеленко、Yekaterina Ivanovna Zelenko、1916年9月14日 - 1941年9月12日）はソビエト連邦（ウクライナ人）の女性パイロット。上級中尉。体当たり攻撃を行った唯一の女性パイロット。

## 経歴

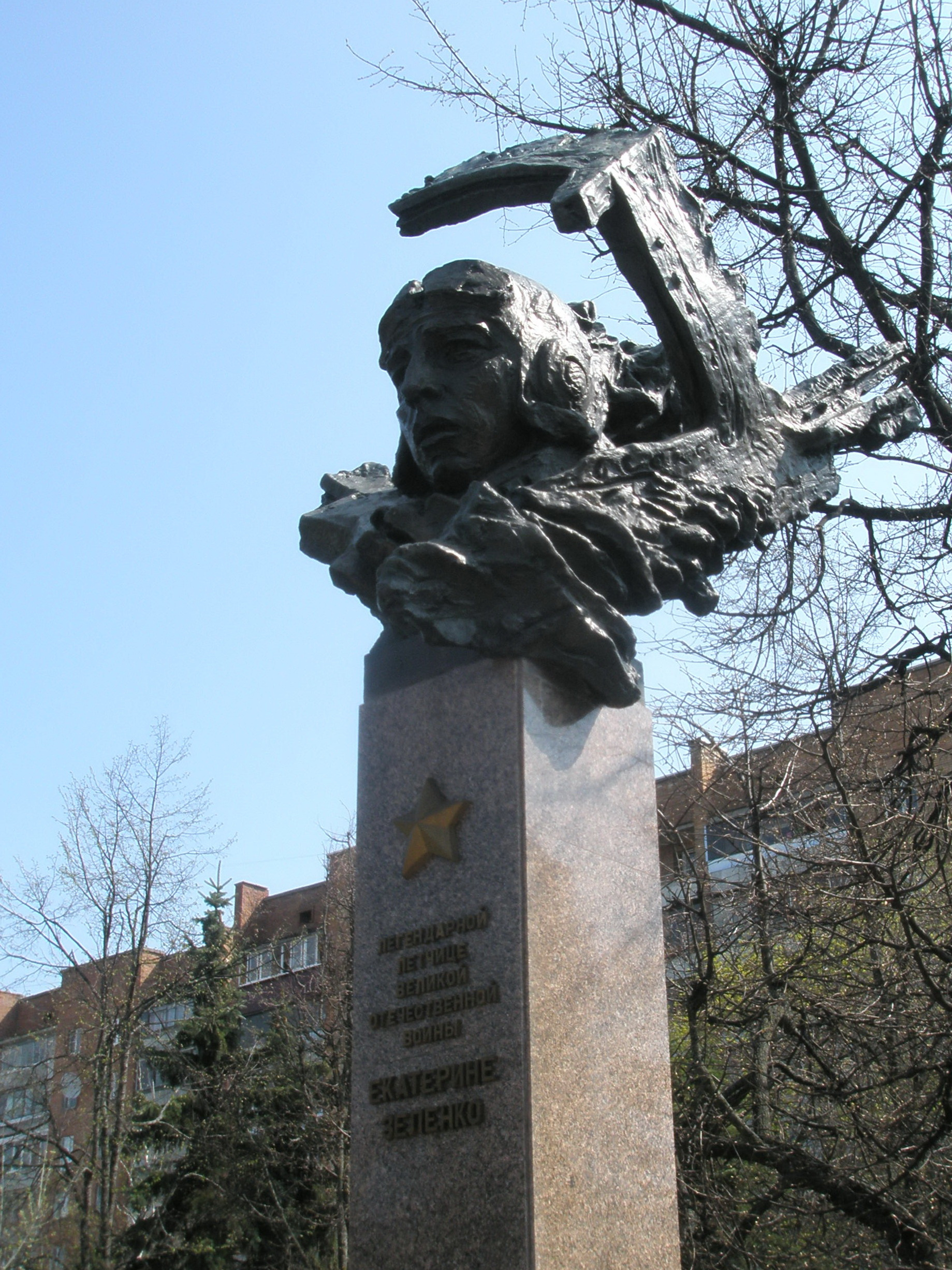
クルクスにある彼女のモニュメント

ウクライナのクロシン村（現ロヴェン州ベリスキー地区）に生まれる。クルスクの7年制中学校を卒業。
ヴォロネジ中等飛行学校で学び、1933年にヴォロネジ飛行クラブに加わり、軍のK.E.ヴォロシーロフ名称第3オレンブルク軍事航空飛行士・飛行観測員学校に派遣された。1934年12月、第19軽爆撃機航空旅団に配属され、冬戦争の間は、第11軽爆撃機航空連隊第3飛行大隊で戦い、8ソーティを遂行し、赤旗勲章を授与された。当時、赤軍唯一の女性パイロットでもあった。
ナチス・ドイツがソビエトに侵攻した時、ゼレンコは軽爆撃機スホーイ Su-2のパイロットとして40回出撃し、ドイツ戦闘機と12回空戦を行った。
1941年9月12日に行った2回の索敵任務で乗機は損傷を受けていたにもかかわらず、3度目の索敵に出撃した彼女は帰還途中に2機のソ連軍機が7機のメッサーシュミット（bf-109）から攻撃を受けている場面に遭遇。空戦で2機のソ連軍機は被弾し撤退を余儀なくされた。ゼレンコは敵機を1機撃墜したものの弾薬を打ち尽くし、もう1機のメッサーシュミットの後部に体当たりしてこれも撃墜させた。同時に乗機も爆発し、ゼレンコはコクピットから放り出されて墜落死した。この戦闘は付近の住民に目撃され、遺体は住民らによって現地のウクライナ共和国スームィ州アナスタシエフカにいったん埋葬された。
1941年12月、死後にレーニン勲章を授与された。戦後に遺体は実家のあるクルスクに改葬された。
また、彼女の夫で同連隊の第4飛行大隊長パーヴェル・イグナチェンコ（ロシア語: Павел Игнатенко）も、1943年に空戦で戦死した。
1990年5月5日、ソ連邦英雄の称号を贈られた。

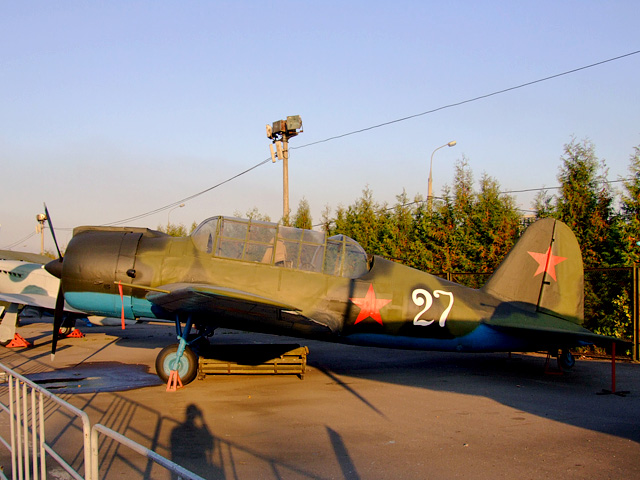
現存するSU-2。モスクワの公園に展示されているもの

## 顕彰
彼女の戦死した地にはオベリスクが建てられ、彼女が少女時代を過ごしたクルスクの実家には記念碑が設置された。また、アナスタシエフカとクルスクの第10学校には彼女の博物館が創設された。
小惑星、カチューシャはゼレンコの愛称から命名された。その外、船舶、クルスク、ヴォロネジ、スームィの通り、学校等に彼女の名前が付けられた。